# Sonomyn Luvsangombo
Sonomyn Luvsangombo (* 19. Dezember 1924) ist ein ehemaliger mongolischer Politiker der Mongolischen Revolutionären Volkspartei (MRVP) in der Mongolischen Volksrepublik.

## Leben
Sonomyn Luvsangombo absolvierte nach dem Besuch der Höheren Militärschule in Ulaanbaatar ein Studium an der Akademie für Militäringenieurwesen in der Sowjetunion sowie an der Hochschule für Bauingenieurwesen. Im Anschluss war er zwischen 1948 und 1956 Instrukteur und Mitarbeiter der Versorgungsabteilung des Bauministeriums, in dem er daraufhin von 1956 bis 1959 Leitender Ingenieur war. Daraufhin fungierte er zwischen 1959 und 1971 als Vizeminister für Bauwesen sowie zuletzt als Erster Vizeminister für Bauwesen und Baumaterialindustrie und zugleich als Vize-Vorsitzender des Staatlichen Baukomitees. Auf dem 15. Parteikongress 1966 wurde er zunächst Kandidat des Zentralkomitees (ZK) der Mongolischen Revolutionären Volkspartei (MRVP) sowie anschließend auf dem 16. Parteikongress Mitglied des ZK der MRVP, dem er bis 1989 angehörte. Er wurde zudem zum Deputierten des Großen Volks-Chural gewählt, des Parlaments der Mongolischen Volksrepublik.
Nachdem Sonomyn Luvsangombo zwischen 1971 und 1972 Vorsitzender des Exekutivkomitees der Volksversammlung von Ulaanbaatar war, fungierte er zwischen 1972 und 1982 als Vize-Vorsitzender des Ministerrates. Im Februar 1982 wurde er Kandidat des Politbüro des ZK und verblieb in dieser Funktion bis 1989. Zudem war er als Nachfolger von Generalleutnant Oldziyhutagiyn Choyjilsuren von Februar 1982 bis zum 3. September 1984 Minister für öffentliche Sicherheit und beschuldige als solcher im November 1982 die USA, Großbritannien und Japan, Zentren errichtet zu haben, um nachrichtendienstliche Informationen über die Mongolische Volksrepublik zu sammeln. Auf einer Feier zur Erinnerung an die Revolution kritisierte er im Juli 1983 namentlich die Volksrepublik und hob die Stellung der Mongolischen Volksrepublik gegenüber dem Chauvinismus von Supermächten hervor. 1984 wurde er erneut Vize-Vorsitzender des Ministerrates sowie zugleich Vorsitzender des Staatlichen Komitees für Bauwesen, Architektur und Technologiekontrolle und bekleidete diese Funktionen bis 1990. Im Februar 1985 befand er sich auf Besuch in Mosambik. Des Weiteren löste er 1985 Damdinjavyn Maidar als Vorsitzender der Mongolischen Gesellschaft für Umweltschutz. Während eines Besuches von Tschoibalsan lobte er die mongolisch-sowjetische militärische Zusammenarbeit. Für seine langjährigen Verdienste wurde er unter anderem mit dem Orden des Roten Banners der Arbeit sowie dem Orden des Polarsterns ausgezeichnet.